# مراد عمارة
مراد عمارة ، من مواليد 19 فبراير 1959، لاعب كرة قدم جزائري دولي.

## السيرة
لعب لفريق شبيبة تيزي وزو (شبيبة القبائل حاليا) من 1977 إلى 1992، وفي صفوف المنتخب الجزائري في عدة مناسبات مثل كأس العالم لكرة القدم 1982 و1986 والألعاب الأولمبية 1980 وفي دورات كؤوس أفريقية للأمم ل1982 و 1990 وكأس الأمم الأفرو آسيوية 1991. عدت له الفيفا 6 مشاركات فقط.
- لاعب دولي من 1980 إلى 1983
- أول مباراة 20/7/1980: الجزائر - سوريا (3-0)
- آخر مباراة 25/4/1982: الجزائر البيرو (1-1)
- عدد المباريات التي لعبها: 6 (+ 2 مباريتين)
- المشاركة في كأس الأمم الأفريقية 1982
- المشاركة في الألعاب الأولمبية لسنة 1980

## روابط خارجية
- مراد عمارة على موقع الاتحاد الدولي (مؤرشف)  (الإنجليزية)
- مراد عمارة على موقع قاعدة بيانات كرة القدم.إي يو (الإنجليزية)
- مراد عمارة على موقع ناشيونال فوتبول تيمز (الإنجليزية)
- مراد عمارة على موقع أوليمبيديا (الإنجليزية)